# Принг, Сэмюэл Уильям
Сэмюэл Уильям Принг (англ. Samuel William Pring; 30 сентября 1866, Ньюпорт — 25 ноября 1954, Шрусбери) — британский переводчик с русского (главным образом, сочинений, связанных с музыкой).
Родился на острове Уайт, работал бухгалтером, играл как любитель на кларнете.
Важнейший труд Принга — английский перевод фундаментальных двухтомных «Очерков по истории русской музыки» Николая Финдейзена (англ. History of Music in Russia from Antiquity to 1800) — был выполнен по заказу Американского совета научных обществ и оставался неизданным вплоть до 2008 года. При жизни в переводах Принга вышли книги «Сергей Кусевицкий и его эпоха» Артура Лурье (1931), «Грузинская народная музыка» Виктора Беляева (англ. The Folk Music of Georgia; 1933), статьи Б. В. Асафьева, А. Н. Дроздова и др., а также не издававшиеся по-русски «Биологические основы развития музыки» (англ. The biological bases of the evolution of music) Ивана Крыжановского (1928) и «Музыка для кино» (англ. Music for the films) Леонида Сабанеева (1935). Из художественной литературы в переводе Принга публиковалось, в частности, «Горе от ума» А. С. Грибоедова (англ. The Misfortune of Being Clever; 1914). Неизданными остались переводы рассказов Чехова, Леонида Андреева, Ивана Шмелёва, драмы Семёна Юшкевича «Голод», "Хроники моей музыкальной жизни" Н. А. Римского-Корсакова и др.